# افرای ریپابلیک
افرای ریپابلیک (نام علمی: Acer republicense) نام یک گونه از سرده افرا است.